# Madeleine Stern
Madeleine Bettina Stern (* 1. Juli 1912 in New York; † 18. August 2007 ebenda) war eine US-amerikanische Antiquariats-Buchhändlerin und Autorin.

## Leben
Madeleine Stern wurde am 1. Juli 1912 als zweites Kind von Lillie Mack und Moses R. Stern in Harlem geboren. Sie besuchte das Hunter College und studierte ab Februar 1929 am Barnard College. Im Mai 1932 erhielt sie den Bachelor-Titel in englischer Literatur vom Barnard College. Sie beendete ihr Studium 1934 mit einem Master-Abschluss der Columbia University.
Nach dem Studium veröffentlichte Madeleine Sterne im Jahr 1935 ihr erstes Buch We are taken (Wir werden fortgerissen). Danach schrieb sie eine Biografie über Margaret Fuller (The Life of Margaret Fuller). Im Jahr 1943 erhielt sie ein Guggenheim-Stipendium. Aufsehen erregte ihre Biografie über Louisa May Alcott (1950) an der Madeleine Sterne seit 1942 gearbeitet hatte. Dort wird beschrieben das Louisa May Alcott unter dem Pseudonym A. M. Barnard verschiedene Schauer- und Gruselromane veröffentlicht hatte. Insgesamt veröffentlichte Madeleine Sterne als Autorin und Mitautorin mehr als 40 Bücher. Viele dieser Bücher beschäftigen sich mit Biografien oder dem Thema Buch- und Verlagswesen.
Madeleine Sterne verband eine lebenslange Freundschaft mit Leona Rostenberg. Beide trafen sich zum ersten Mal im Jahr 1929 als Hilfslehrer in einer Sabbath-Schule in Manhattan. Ihr gemeinsames Interesse für seltene Bücher führte sie auf gemeinsame Reisen in Europa und Amerika. Sie betrieben über 50 Jahre lang einen Antiquariatsbuchhandel Rostenberg & Stern Rare Books. Daneben waren sie seit 1949 Mitglieder der Antiquarian Booksellers Association of America (ABAA) und gründeten eine jährliche Buchmesse New York Antiquarian Book Fair.

## Werke (Auswahl)
- We are taken Galleon Press (1935)
- The Life of Margaret Fuller E. P. Dutton & Company (1942)
- Louisa May Alcott University of Oklahoma Press (1950)
- Purple Passage: The Life of Mrs. Frank Leslie University of Oklahoma (1953)
- Imprints on History: Book Publishers and American Frontiers
- We the Women: Career Firsts of Nineteenth-Century America
- So Much in a Lifetime: The Life of Dr. Isabel Barrows Messner (1964)
- Queen of Publisher's Row: Mrs. Frank Leslie
- The Pantarch: A Biography of Stephen Pearl Andrews University of Texas (1968)
- Heads and Headlines: The Phrenological Fowlers University of Oklahoma (1971)
- Books and Book People in the United States: A History Bowker (1978)
- Publishers for mass entertainment in nineteenth century America Hall (1980)
- Antiquarian bookselling in the United States Greenwood Press (1985)
- Nicholas Gouin Dufief of Philadelphia Philadelphia (1988)
- Studies in the Franco-American booktrade during the late 18th and early 19th centuries Pindar Press (1994)
- From revolution to revolution Oak Knoll Press (2002)